# Trader Horn (1931)
Trader Horn is een Amerikaanse avonturenfilm uit 1931 onder regie van W.S. Van Dyke. Het scenario is losjes gebaseerd op het leven van de Britse ivoorhandelaar Trader Horn.

## Verhaal
Op safari in Afrika vinden de ivoorhandelaren Trader Horn en Peru de vermiste missionarisdochter Nina Trent terug. Ze wordt door een plaatselijke stam vereerd als godin. Horn en Peru willen haar terugbrengen naar de bewoonde wereld.

## Rolverdeling
| Acteur         | Personage   |
| -------------- | ----------- |
| Harry Carey    | Trader Horn |
| Edwina Booth   | Nina Trent  |
| Duncan Renaldo | Peru        |
| Mutia Omoolu   | Rencharo    |
| Olive Carey    | Edith Trent |

## Prijzen en nominaties
| Jaar | Prijs  | Categorie  | Genomineerde(n) | Uitslag     |
| ---- | ------ | ---------- | --------------- | ----------- |
| 1931 | Oscars | Beste film | Irving Thalberg | Genomineerd |